# Фронтера-Комалапа (муниципалитет)
Фронтера-Комалапа (исп. Frontera Comalapa) — муниципалитет в Мексике, штат Чьяпас, с административным центром в одноимённом городе. Численность населения, по данным переписи 2020 года, составила 80 897 человек.

## Общие сведения
Название муниципалитета составное: Comalapa с языка науатль можно перевести как — озеро в форме комаля, а Frontera с испанского языка — граница, дано, так как муниципалитет находится на границе с Гватемалой.
Площадь муниципалитета равна 764,5 км², что составляет 1 % от площади штата, а наиболее высоко расположенное поселение Ла-Глория, находится на высоте 899 метров.
Он граничит с другими муниципалитетами Чьяпаса: на севере с Ла-Тринитарией, на юге с Аматенанго-де-ла-Фронтерой и Белья-Вистой, на западе с Чикомусело, на северо-западе с Сокольтенанго, а на востоке проходит государственная граница с республикой Гватемала.

## Учреждение и состав
Муниципалитет был образован в 1921 году, по данным 2020 года в его состав входит 255 населённых пунктов, самые крупные из которых:
| Код INEGI                  | Населённый пункт                                                                                       | Численность населения (2005 год) | Численность населения (2010 год) | Численность населения (2020 год) |
| -------------------------- | --- | -------------------------------- | -------------------------------- | -------------------------------- |
| 034                        | Всего                                                                                                  | 57580                            | 67012                            | 80897                            |
| 0001                       | Фронтера-Комалапа (исп. Frontera Comalapa) 15°39′37″ с. ш. 92°08′28″ з. д. (административный центр)    | 16880                            | 18704                            | 21727                            |
| 0053                       | Пасо-Ондо (исп. Paso Hondo) 15°41′02″ с. ш. 92°01′06″ з. д.                                            | 3439                             | 3654                             | 4070                             |
| 0014                       | Сьюдад-Куаутемок (исп. Ciudad Cuauhtémoc) 15°39′56″ с. ш. 92°00′11″ з. д.                              | 2069                             | 2325                             | 2788                             |
| 0067                       | Доктор-Родульфо-Фигероа (исп. Doctor Rodulfo Figueroa (Tierra Blanca)) 15°51′05″ с. ш. 92°03′48″ з. д. | 2113                             | 2218                             | 2486                             |
| 0114                       | Верапас (исп. Verapaz) 15°42′42″ с. ш. 92°03′46″ з. д.                                                 | 1810                             | 2237                             | 2418                             |
| 0070                       | Сабиналито (исп. Sabinalito) 15°42′07″ с. ш. 91°59′09″ з. д.                                           | 1563                             | 1808                             | 2179                             |
| 0125                       | Агуа-Сарка (исп. Agua Zarca) 15°38′04″ с. ш. 92°08′41″ з. д.                                           | 1009                             | 1495                             | 2103                             |
| 0041                       | Нуэва-Индепенсия (Лахерио) (исп. Nueva Independencia (Lajerío)) 15°47′03″ с. ш. 92°12′33″ з. д.        | 1827                             | 2001                             | 2048                             |
| —                          | Прочие                                                                                                 | 26870                            | 32570                            | 41078                            |
| Названия на карте Генштаба | |                                  |                                  |                                  |

## Экономическая деятельность
По статистическим данным 2000 года, работоспособное население занято по секторам экономики в следующих пропорциях:
- сельское хозяйство и скотоводство — 53 % ;
- промышленность и строительство — 10,8 %;
- торговля, сферы услуг и туризма — 34,6 %;
- безработные — 1,6 %.

## Инфраструктура
По статистическим данным 2020 года, инфраструктура развита следующим образом:
- электрификация: 98,7 %;
- водоснабжение: 47,9 %;
- водоотведение: 97,6 %.

## Туризм
Основные достопримечательности:
- Руины церкви колониального периода, на побережье Сан-Грегорио.
- Природные объекты: пейзажи рек с неповторимой флорой и фауной.